# 金冠树八哥
金冠树八哥（学名：Ampeliceps coronatus）为椋鸟科树八哥属的鸟类，是该属唯一一种。分布于印度、缅甸、泰国以及中国大陆的云南、广东等地。该物种的模式产地在缅甸德林达依省。